# Doña Marilyn
MV Doňa Marilyn byl filipínský osobní trajekt, provozovaný společností Sulpicio Lines.
V odpoledních hodinách 24. října 1988 při plavbě z Manily do města Tacloban uvízla loď v tajfunu Unsang a potopila se. 389 pasažérů se utopilo, zůstalo pouze 147 přeživších. Doňa Marilyn byla sesterskou lodí nešťastné MV Doňa Paz, která se potopila o rok dříve během námořní katastrofy s nejvíce oběťmi v době míru.